# Osteo-odonto-queratoprótese
A osteo-odonto-queratoprótese (OOKP) é um procedimento oftalmológico para restaurar a visão nos casos mais graves de doenças na córnea. O tratamento é feito através da remoção do dente do paciente junto com uma parte da mandíbula. Mediante esta técnica, é possível recuperar a visão de um olho caso o nervo ótico e a retina estiverem em perfeitas condições. No entanto, o procedimento visual não depende apenas do estado da córnea, mas também das condições da retina e do nervo ótico.
Um transplante de córnea não é possível devido a circunstâncias como tentativas anteriores de transplante falhadas ou até mesmo doenças da parte anterior do olho, como a penfigóide cicatricial ou queimaduras químicas. Durante a cirurgia, há perigo de infecções, glaucoma e hemorragia nas áreas operadas.

## História
A técnica de osteo-odonto-queratoprótese foi desenvolvida em Roma por um cirurgião oftalmologista italiano, Dr. Benedetto Strampelli no ano de 1960, e posteriormente aperfeiçoada pelo Prof. Dr. Giancarlo Falcinelli. Embora a cirurgia não seja muito utilizada, o procedimento modificado é aceito e se encontra certificado em um protocolo publicado na revista Córnea, de 2005.

## Cirurgia
O tratamento se inicia com a remoção do dente do paciente. Após a remoção, é feita uma perfuração no dente, onde é colocada uma lente cilíndrica transparente de polimetilmetacrilato no tecido retirado, no qual passará a luz quando for implantado no olho. A cirurgia é efetuada em duas fases separadas por um intervalo de 2 a 4 meses.
Após a instalação da lente, o dente é costurado sob a pele ou mucosa da bochecha do paciente. Costurando o dente, o próprio organismo nutrirá esse dente de forma natural, fazendo com que seja criada uma rede de vascularização apropriada e tecidos importantes.
Após o período de espera, a prótese é instalada na córnea do paciente, permitindo assim a passagem da luz.
Cerca de 80% dos pacientes após o procedimento apresentam um grau variável de melhorias sobre a sua acuidade visual.[carece de fontes?]